# Kilpatrick Sandhills SAC
Kilpatrick Sandhills SAC este o arie protejată (arie specială de conservare — SAC, sit de importanță comunitară — SCI) din Irlanda întinsă pe o suprafață de 40,65 ha, integral pe uscat.

## Localizare
Centrul sitului Kilpatrick Sandhills SAC este situat la coordonatele 52°43′48″N 6°09′02″W / 52.729865°N 6.150426°V.

## Înființare
Situl Kilpatrick Sandhills SAC a fost declarat sit de importanță comunitară în decembrie 1999 pentru a proteja un număr necunoscut de specii din flora spontană și fauna sălbatică aflate în arealul zonei. Situl a fost protejat și ca arie specială de conservare în octombrie 2018.

## Biodiversitate
Situată în ecoregiunea atlantică, aria protejată conține 5 habitate naturale: Vegetație anuală la limita mareei, Dune mobile cu vegetație embrionară, Dune mobile de-a lungul țărmului cu Ammophila arenaria („dune albe”), Dune de coastă fixe cu vegetație erbacee („dune gri”), Dune fixe decalcificate atlantice (Calluno-Ulicetea).
La baza desemnării sitului se află un număr nedeclarat de specii protejate.